# Dypsis brevicaulis
Espèce
Statut de conservation UICN

 CR D : 
En danger critique
Dypsis brevicaulis est une espèce de palmiers (Arecaceae), endémique de Madagascar. En 2012, comme en 1995, elle est considérée par l'IUCN comme une espèce en danger critique d’extinction. 

## Répartition et habitat
Cette espèce est endémique du sud-est de Madagascar où on la trouve entre 35 et 700 m d'altitude. C'est un palmier nain qui pousse dans les forêts tropicales humides de basse altitude. Il a aussi été observé poussant sur le sable blanc et la latérite.